# Francisco Javier López Rodríguez
Javier López (Retalhuleu, 16 de mayo de 2002) es un jugador de fútbol guatemalteco que actualmente milita en el club Xelajú Mario Camposeco de la Liga Nacional de Guatemala, se desempeña como defensa central y desde 2020 pertenece al plantel mayor.

## Trayectoria
Hizo su debut en el club Xelajú Mario Camposeco en 2021, se desempeñó como defensa central. Perteneció al Xelajú Mario Camposeco desde 2018 jugando en categorías menores. Fue cedido a préstamo al C. S. D. Coatepeque de la Primera División de Guatemala para tomar más experiencia. También fue tomado en cuenta en microciclos con la Selección de fútbol sub-17 de Guatemala, y selección sub-23 de Guatemala

## Clubes
| Club                | País      | Año               |
| ------------------- | --------- | ----------------- |
| Xelajú MC           | Guatemala | 2020 - 2021       |
| C. S. D. Coatepeque | Guatemala | 2021 -            |
| Xelajú MC           | Guatemala | 2022 - actualidad |

## Palmarés

### Campeonatos nacionales
| Título             | Club      | País      | Año  |
| ------------------ | --------- | --------- | ---- |
| Torneo de Clausura | Xelaju MC | Guatemala | 2023 |